# 419 أوريليا
اوريليا هو الكويكب رقم 419 الذي تم اكتشافه من قبل عالم الفلك ماكس ولف من مرصد هايدلبرغ وكان ذلك في 7 سبتمبر من عام 1896 في ألمانيا.